# 2701 Cherson
För andra betydelser, se Cherson (olika betydelser).
2701 Cherson eller 1978 RT är en asteroid i huvudbältet som upptäcktes den 1 september 1978 av den rysk-sovjetiske astronomen Nikolaj Tjernych vid Krims astrofysiska observatorium på Krim. Den har fått sitt namn efter den ukrainska staden Cherson.
Asteroiden har en diameter på ungefär 14 kilometer.